# Hartungviken och Spikarna
Hartungviken och Spikarna är en av SCB avgränsad och namnsatt tätort på Alnön i Sundsvalls kommun, bestående av de bebyggelsen i de två orterna. I Hartungviken finns en populär badstrand.
Spikarna är ett gammalt fiskeläge och är idag ett populärt turistmål. Där finns Spikarö kapell och en lotsstation.

## Befolkningsutveckling
| Befolkningsutvecklingen i Hartungviken och Spikarna 2015–2020                        | Befolkningsutvecklingen i Hartungviken och Spikarna 2015–2020 | Befolkningsutvecklingen i Hartungviken och Spikarna 2015–2020 | Befolkningsutvecklingen i Hartungviken och Spikarna 2015–2020 | Befolkningsutvecklingen i Hartungviken och Spikarna 2015–2020 |
| ------------------------------------------------------------------------------------ | ------------------------------------------------------------- | ------------------------------------------------------------- | ------------------------------------------------------------- | ------------------------------------------------------------- |
|                                                                                      |                                                               |                                                               |                                                               |                                                               |
| År                                                                                   |                                                               |                                                               | Folkmängd                                                     | Areal (ha)                                                    |
| 2015                                                                                 | 2015                                                          |                                                               | 400                                                           | 248                                                           |
| 2020                                                                                 | 2020                                                          |                                                               | 509                                                           | 250                                                           |
| Anm.: Ny tätort 2015.Var tidigare en småort som 2010 hade 245 invånare på 85 hektar. |                                                               |                                                               |                                                               |                                                               |